# Ángel Rizo
Angel Rizo Carrillo; escritor y poeta mexicano, nacido en la ciudad de Oaxaca, Oaxaca. El 4 de marzo de 1976
Crea sus primeros versos y poemas a la edad de 15 años; escribe su primer libro titulado "Manual para conquistar a Monica" a los 18 años, además de escribir un libro de versos titulado "Nuevos Poemas".
Ambas obras, así como todas las demás que ha escrito, son publicados de manera artesanal; sin el respaldo de una compañía editora que lo respalde. "Escribo por el placer de componer", comenta cada vez que le preguntan por qué no busca una editora que lo apoye.
Entre sus libros más recientes se encuentran "Soy un loco" obra que refleja la vida desde el punto de vista de un soñador, que decide dejarlo todo por buscar un sueño imposible y "Poemas de una Cafetería" otra recopilación de poemas.
Actualmente radica en la ciudad y puerto de Veracruz, Veracruz, México. Lugar donde está escribiendo su más reciente obra "Memorias y relatos tristes", obra que retomala vida desde varios puntos de vista y como todos ellos se entrelazan en un solo momento determinado.